# Alfred Freyberg
Bruno Erich Alfred Freyberg, född 12 juli 1892 i Harsleben, död 18 april 1945 i Leipzig, var en tysk nazistisk politiker och Gruppenführer i SS. Han var ministerpresident i Fristaten Anhalt från 1932 till 1940 och Oberbürgermeister i Leipzig från 1939 till sin död.